# キバナウツギ
キバナウツギ（黄花空木、学名：Weigela maximowiczii ）は、スイカズラ科タニウツギ属の落葉低木。

## 特徴
樹高は2-3mになる。よく分枝し、樹皮は灰褐色、若い枝は緑色で開出毛が2列に生える。葉は対生し、葉柄はほとんどなく、葉身は長さ3.5-9cm、幅1-4cmの卵状楕円形で、葉の先端は急に細くのびて鋭くとがり、基部はくさび形または円形になり、縁には鋸歯がある。葉の両面に毛があり、特に裏面の中央脈上にある開出毛が目立つ。
花期は4-6月。枝上部の葉腋に少数の花をつける。萼は早落性で、長さ8-15mm、毛があり、唇状に中・深裂し、上側の3裂片は長さ3-4mmと短く、下側の2裂片は2深裂する。花冠は淡黄色の鐘状漏斗形で、長さ3.5-4.5cmになり、先は5裂し、下側裂片の中央部は黄色になり橙色の網状紋がある。雄蕊は5本あり、花冠の上部につき、それぞれの葯は1列に合着する。柱頭は円盤状で、径2-2.5mmになる。果実は蒴果で、長さ1.5-3cm、径2-3mmの細い円筒状になり、熟すと2裂し、先端は離れる。種子は長さ2.5-3.5mmの楕円形になり、周囲に短い翼がある。

## 分布と生育環境
日本特産。本州の北部から中部に分布し、湿った山地に生育する。秋田県太平山を北限とし、長野県南部を西限とする。

## 和名、学名の由来
キバナウツギ（黄花空木）は、黄色い花を咲かせるウツギ（空木）の意味。属名の Weigela は、ドイツの植物学者 Christian Ehrenfried Weigel （1748年 - 1831年）に因む。種小名の maximowiczii は、ロシアの植物学者マキシモヴィッチ（1827年 - 1891年）への献名。

## ギャラリー
- 雄蕊5本は花冠の上部につき、葯は1列に合着する。

## 類似種
同属のウコンウツギに似る。ウコンウツギには花柄があり、花の後も萼が残り、裂開した蒴果の先端がつながっているが、キバナウツギには花柄がなく、萼は早落性で、裂開した蒴果の先端が離れることが相違点である。また、ツクバネウツギ属のツクバネウツギに似るが、ツクバネウツギにはプロペラ状の萼片がある。